# Saliceto (Haute-Corse)
Saliceto település Franciaországban, Haute-Corse megyében. Lakosainak száma 46 fő (2022. január 1.). Saliceto Gavignano, Aiti, Croce, Nocario, Omessa, Piedigriggio, Prato-di-Giovellina és San-Lorenzo községekkel határos.

## Népesség
A település népessége az elmúlt években az alábbi módon változott:
| Lakosok száma | 85   | 69   | 52   | 63   | 59   | 59   | 50   | 45   | 45   | 46   |
|               | 1968 | 1982 | 1990 | 2006 | 2013 | 2015 | 2017 | 2019 | 2020 | 2022 |